# 味美
味美（あじよし）は、愛知県春日井市にあった町名（大字）、および同市南西部に位置する地域名。

## 地理
旧東春日井郡味美村に由来する地域であり、広義では主に春日井市南西部に位置する14町（味美町、味美白山町、上ノ町、味美上ノ町、知多町、中新町、中野町、西本町、味美西本町、美濃町、花長町、南花長町、二子町）を指す。狭義では春日井市立味美中学校の学区（名鉄小牧線の西側）をいう。このページでは広義の味美について扱う。

### 河川
- 新地蔵川
- 八田川

## 歴史
春日井郡（東春日井郡）味鋺原新田村を前身とする。味鋺原新田村は江戸時代に春日井郡味鋺村より分立した村。

### 地名の由来
下記のような説がある。
江戸時代より隣接する味鋺に由来する「味鋺原新田」と呼ばれていた。その「味」と開墾してできた美田の「美」とり、味美とした。

### 歴史
- 1875年（明治9年） - 味鋺村の一部（中新田・申新田）を編入[3]。
- 1889年（明治22年）10月1日 - 町村制施行に伴い、東春日井郡味美村に改称[5]。
- 1906年（明治39年）7月16日 - 合併に伴い、勝川町大字味美となる[5]。
- 1943年（昭和18年）6月1日 - 合併・市制施行に伴い、春日井市大字味美となる[5]。
- 1948年（昭和23年）1月1日 - 全域が味美上ノ町・味美西本町・味美白山町・味美知多町・味美美濃町・味美花長町・味美中新町となり廃止[5]。

### 史跡
- 味美古墳群
  - 味美二子山古墳
  - 味美白山神社古墳
  - 御旅所古墳
  - 味美春日山古墳

## 施設
- ふれあいセンター
  - 味美ふれあいセンター
- 警察署・交番
  - 味美交番
- 郵便局
  - 春日井二子山郵便局
  - 味美駅前郵便局
- 金融機関
  - 銀行
    - 大垣共立銀行味美支店
    - 名古屋銀行味美支店
    - 三十三銀行春日井支店

  - 信用金庫
    - 瀬戸信用金庫味美支店
    - 東春信用金庫味美支店

## 教育
- 幼稚園
  - 味美幼稚園
- 小学校
  - 春日井市立白山小学校
  - 春日井市立味美小学校
- 中学校
  - 春日井市立味美中学校

## 交通
- 鉄道
  - 名鉄小牧線 味美駅
  - JR東海交通事業城北線 味美駅
- バス
  - かすがいシティバス - 西環状線
  - あおい交通 - 勝川—空港線
- 空港
  - 県営名古屋空港